# Горькое (озеро, Казанский сельский округ)
Горькое — озеро в Казанском сельском округе Жамбылском районе Северо-Казахстанской области Казахстана. Находится к северу от села Казанка.
По данным топографической съёмки 1940-х годов, площадь поверхности озера составляет 1,89 км². Наибольшая длина озера — 2 км, наибольшая ширина — 1,4 км. Длина береговой линии составляет 5,7 км, развитие береговой линии — 1,16. Озеро расположено на высоте 137,4 м над уровнем моря.
По данным обследования 1957 года, площадь поверхности озера составляет 1,9 км². Максимальная глубина — 2,6 м, объём водной массы — 3,8 млн. м³, общая площадь водосбора — 67,2 км².